# نيكولا كاسيو
نيكولا كاسيو (بالإيطالية: Nicola Cassio)‏ (ولد في 9 تموز / يوليه 1985 في تريستا) سباح إيطالي .
كاسيو حصل على عدة ميداليات للمنتخب الإيطالي  4 × 200 متر حرة تتابع. شارك في الألعاب الأولمبية الصيفية 2008.

## روابط خارجية
- نيكولا كاسيو على موقع الاتحاد الدولي للسباحة (الإنجليزية)
- نيكولا كاسيو على موقع SwimRankings.net (الإنجليزية)
- نيكولا كاسيو على موقع اللجنة الأولمبية الدولية (الإنجليزية)
- نيكولا كاسيو على موقع أوليمبيديا (الإنجليزية)